# Ярославцев, Анатолий Иванович
Анатолий Иванович Ярославцев (16 февраля 1951 — 1 августа 2019) — советский и российский художник-график. Заслуженный художник Российской Федерации.

## Биография
Родился 16 февраля 1951 года в городе Воскресенск Московской области.
В 1975 году окончил Московское художественное училище памяти 1905 года (областное отделение). Учился у преподавателей: Ю. Г. Горелова, Д. А. Воронцова, Ю. Г. Седова, М. Ф. Петрова, О. А. Овсеяна. 1983 год — начало творческой деятельности. 1987 г. — член Союза художников России; принимает активное участие в общественной деятельности МООСХ; руководит группой художников по разработке герба города Реутов. 2003 год — избран членом бюро секции графики МООВТО «Союза художников России». 2004—2008 гг. — избран председателем секции графики МООВТО «Союза художников России». 2007 год — заслуженный художник России. 2014 г. — награждён орденом МВД РФ «За благородство помыслов и дел». 2003 г. — избран членом бюро секции графики МООВТО «Союза художников России». 2004—2008 гг. — избран председателем секции графики МООВТО «Союза художников России». 2007 г. — заслуженный художник России. 2017 год — награждён серебряной медалью «Духовность, традиции и мастерство» Союза художников России. 2018 год — диплом Союза художников России за успехи в творчестве и содействие развитию изобразительного искусства России.
В течение последних 18 лет работал в мастерской в Химках. В 1978 году, после женитьбы, переехал в город Реутов Московской области, где прожил до конца жизни. 1 августа 2019 года А. И. Ярославцев скоропостижно скончался. Погребен на Ново-деревенском кладбище Балашихинского района.

### Семья
- Жена — Ольга Анатольевна Талалаева, член Союза художников России, живописец, реставратор
- Сын — Илья Ярославцев (род. 1981), закончил Московский государственный художественно-промышленный университет имени С. Г. Строганова. График, дизайнер.

## Творчество
Ярославцев работал в реалистической манере; в разных жанрах — сюжетная композиция, историческая тема, пейзаж, портрет. Для максимального раскрытия разнообразной тематики своих произведений использовал разные техники — офорт, рисунок, линогравюру, плакат, масляную живопись. Но, конечно, офорт был главным предпочтением мастера. Видимо, трудоемкость технологии офорта идеально совпала с персональными качествами художника — терпением, выдержкой, доскональностью, трудолюбием. Главный мотив творчества художника — упорное и бесстрашное вглядывание в жизнь во всех её проявлениях, попытка их осмыслить.

## Выставки
Анатолий Ярославцев участник региональных, Всероссийских, международных и персональных выставок.
- 1999 Всероссийская выставка «Болдинская осень» к 200-летию со дня рождения А. С. Пушкина ЦДХ. Москва
- 2000 Всероссийская художественная выставка к 2000-летию Рождества Христова «Имени твоему», Москва
- 2003 Межрегиональная выставка «Художники центральных областей России», Липецк
- 2004 Всероссийская художественная выставка «Россия Х» ЦДХ. Москва
- 2005 Международная выставка «Победа», ЦДХ, Москва
- 2008 Выставка-форум «Культурная реальность Подмосковья», Выставочный центр «Крокус Экспо» Москва
- 2009 Всероссийская художественная выставка «РоссиХ1» ЦДХ .Москва.
- 2012 Российская выставка картин «Войти в Россию», Харбин, Китай
- 2014 Межрегиональная выставка (Х1) «Художники Центральных областей России», Липецк
- 2018 Региональная выставка МОСХ «Художники — Москве», Москва

### Персональные выставки
- 1989 Прага
- 1990. Воскресенский историко-краеведческий музей
- 1999 Англия
- 2001 Балашихинская картинная галерея
- 2006 Ногинский культурно-выставочный центр
- 2019 Выставочный зал Союза художников России

## Музейные коллекции, в которых находятся работы А. И. Ярославцева
- Государственный музей изобразительных искусств им. А. С. Пушкина. Москва
- Лондонский музей Виктории и Альберта
- Музей Большого театра России, Москва
- Политехнический музей, Москва
- Государственный Лермонтовский Музей-заповедник «Тарханы»
- Самарский областной художественный музей
- Историко-художественный музей г. Серпухова
- Институт русского реалистического искусства. Москва
- Музей Русского искусства. Харбин. Китай
- Частные коллекции в России и в зарубежных странах

## Галерея

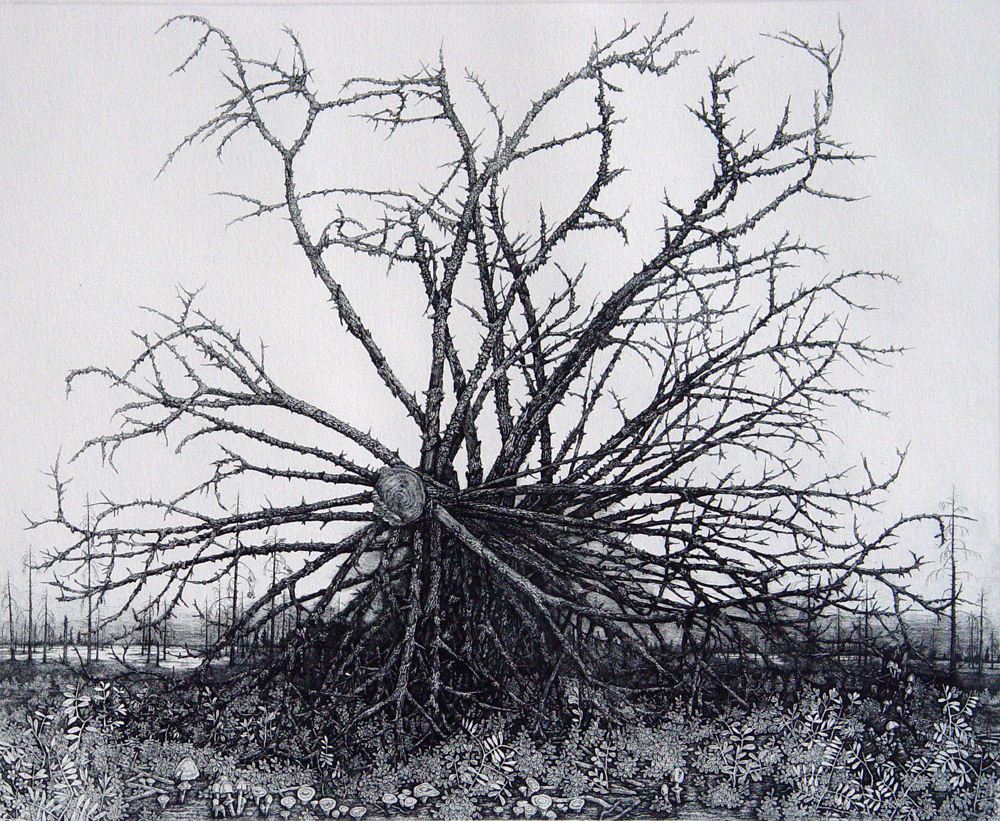
Упавшее дерево 2005г. офорт 30х36